# William Yarbrough
William Yarbrough (Aguascalientes, 20 de março de 1989), é um futebolista mexicano-norte-americano que atua como goleiro. Atualmente, joga pelo Club Internacional de Fútbol Miami

## Títulos
León
- Liga MX: Apertura 2013, Clausura 2014